# Tipula novaleonensis
Tipula novaleonensis är en tvåvingeart som beskrevs av Alexander 1940. Tipula novaleonensis ingår i släktet Tipula och familjen storharkrankar. Inga underarter finns listade i Catalogue of Life.